# Paste (журнал)
Paste — американский вебзин, слоганом которого является выражение «признаки жизни в музыке, фильмах и культуре». В печатном виде он публиковался в период с 2002 по 2010 гг., до преобразования в онлайн-издание.
Paste в основном пишет о музыке, с акцентом на такие жанры, как adult album alternative, американа и инди-рок, однако журнал освещает также независимые фильмы и книги. Каждое издание изначально включало в себя CD-сэмплер, но данная инициатива была исключена в пользу цифрового скачивания, из-за приверженности к энвайронментализму. К исполнителям, попавшим на страницы журнала, относятся Ryan Adams, Blackalicious, Paul McCartney, Regina Spektor, The Whigs, Fiona Apple, The Decemberists, Mark Heard, Woven Hand, Milton and the Devils Party, Liam Finn, The Trolleyvox, Thom Yorke и прочие.
В 2005 году Paste оказался на 21 позиции в списке «50 лучших журналов», составленном газетой Chicago Tribune; затем вновь оказался в этом списке в 2007 году. Paste также был назван «Журналом года» в рамках PLUG Independent Music Awards в 2006, 2007 и 2008 гг. В 2008, 2009 и 2010 гг. Paste был номинирован на награду National Magazine Award в категории General Excellence, а в 2010 году статьи Rachael Maddux были номинированы в категории Best Reviews.